# Volume (som)

Curvas isofônicas. Uma mesma curva representa a mesma sensação audível.

O volume ou nível de audibilidade do som, também chamado de sonância refere-se à sensação psicoacústica percebida pelo ouvinte, que depende da frequência e da intensidade sonora. O nível sonoro percebido foi medido pela primeira vez por Fletcher e Munson, em 1933, expondo pessoas treinadas a sons com diversas frequências determinadas e comparar a sensação com um tom sonoro de 1 000 hertz e intensidade conhecida. A unidade criada para comparar o nível de audibilidade foi chamada fone. Sob várias frequências e intensidades, foram construídas curvas que representam a mesma sensação audível, que foram denominadas isoaudíveis ou isofônicas.
Por esta curva, percebe-se que as frequências entre 2KHz e 4 KHz são aquelas que são requeridas as menores intensidades sonoras para serem percebidas como tendo um volume de som igualmente alto; ou seja, o aparelho auditivo é mais sensível a estas frequências. Percebe-se, ainda, que o ouvido humano é menos sensível a menores frequências. A curva inferior refere-se ao limiar de audibilidade, que representa a menor intensidade para a qual uma dada frequência pode ser percebida.